# فرانسوا غونسيا
فرانسوا غونسيا (بالفرنسية: François Gonnessiat)‏، هو عالم فلك فرنسي ولد بتاريخ 22 مايو 1856م. بنوريو-فولونيا (أين) بفرنسا، وتوفي في ال 18 عشر من أكتوبر 1934م في الجزائر.
كان يعمل في مرصد ليون. وفي عام 1889 حصل على جائزة لالند "Lalande Prize" لعلم الفلك من الأكاديمية الفرنسية للعلوم؛ في سنة 1901 أصبح مديرا لمرصد لكيتو (إكوادور) لغرض إجراء القياسات الجيوديسية «علم شكل الأرض ومساحتها (جيوديسيا)». ولاحظ على نطاق واسع المذنبات، وأيضا اكتشف بعض الكويكبات. وقد سمي الكويكب 1177 «غونسيا1177» (باللاتينية 1177 Gonnessia) تكريما له.

## أهم الأعمال في علم الفلك
| كوزيت 915.  | 14 دجنبر 1918 |
| ويتمورا 931 | 19 مارس، 1920 |

## وصلات خارجية
- (بالإنجليزية) Éléments orbitaux sur la page Small-Body Database du مختبر الدفع النفاث

## هوامش ومراجع
1. ↑  S. Benoit, F. Récamier, J. Trouvel, C. de Chivré, I. Lecourt-Lançon, Richesses Touristiques et Archéologiques du Canton d'Izernore, ITALIQ, 1998, 151 p. (ردمك 2-907656-29-5)
2. ↑  (بالإنجليزية) Dictionary of minor planet names, Volume 1 par Lutz D. Schmadel, International Astronomical Union نسخة محفوظة 4 سبتمبر 2018 على موقع واي باك مشين.